# Rossieli Soares
Rossieli Soares da Silva (Santiago, Río Grande del Sur, 9 de octubre de 1978) es un abogado brasileño, que se desempeñó como ministro de educación de Brasil en el gobierno de Michel Temer. Desde 2019 es secretario de educación del estado de São Paulo.

## Biografía
Se graduó en derecho en la Universidad Luterana de Brasil en 2003. En 2017 realizó una maestría en la Universidad Federal de Juiz de Fora.
Fue secretario de educación del estado de Amazonas y presidente del consejo estatal de educación del Amazonas de agosto desde 2012 hasta mayo de 2016. También fue vicepresidente del consejo nacional de secretarios estatales de educación, entre 2015 y 2016.
Fue secretario de educación básica del Ministerio de Educación (MEC) y director de la Cámara de Educación Básica del Consejo Nacional de Educación (CNE), donde trabajó en la política de reforma escolar, promulgada en febrero de 2017, y en el plan de estudios común de educación infantil y primaria, aprobado por el MEC en diciembre de 2017.